# Haras royaux du roi de France

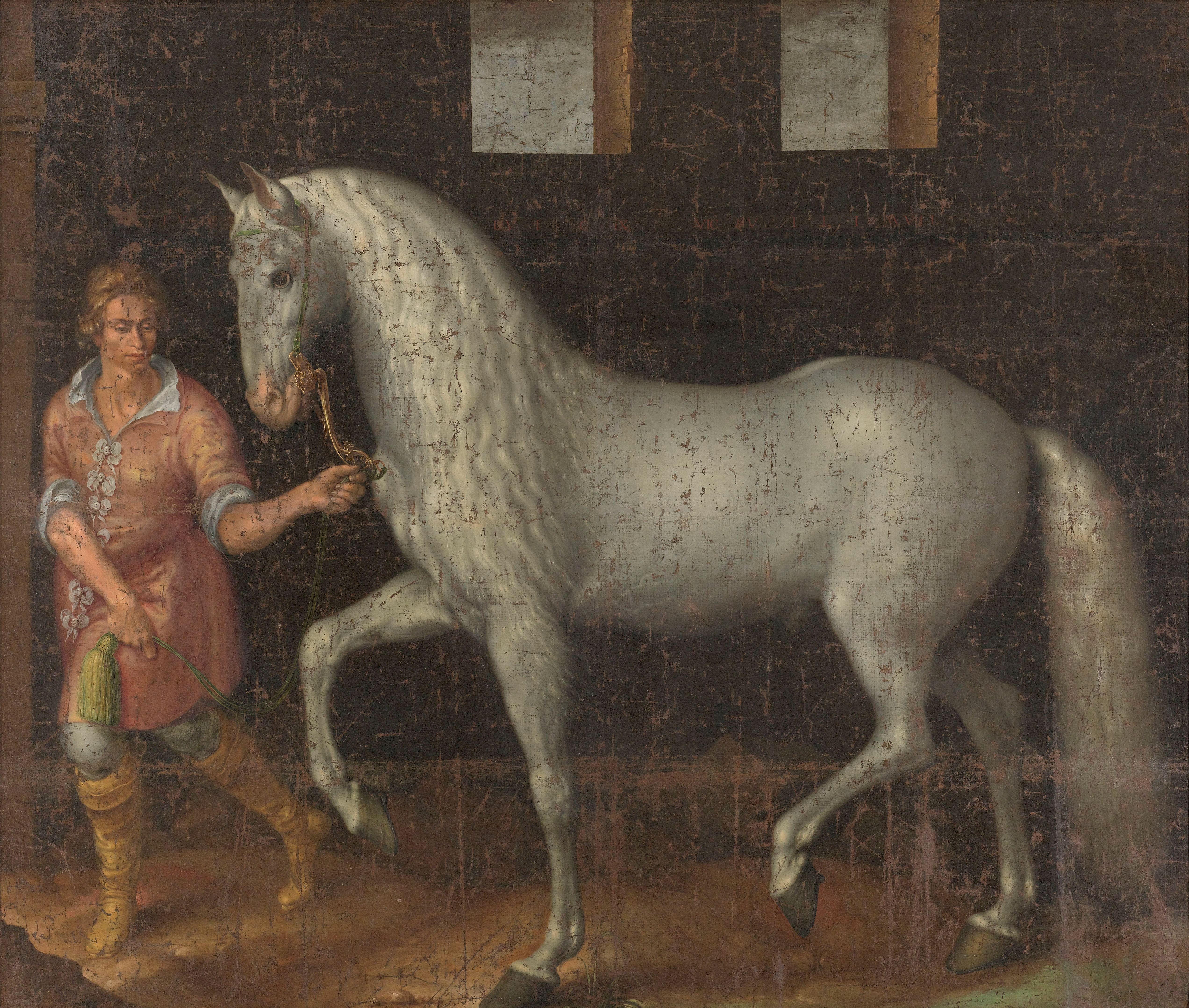
Étalon espagnol sur une peinture de 1603, proche des montures vraisemblablement élevées dans les Haras royaux du roi de France.

Les haras royaux du roi de France sont des haras à la disposition du roi de France. Il semble que ce soit en Normandie qu’on découvre les premières mentions du Haras du Roi (Harasium Regis), selon la terminologie qui s’est développée dans les contrées anglo-normandes. 

## Histoire
Certains de ces lieux gardent leur vocation d'élevage équin jusqu'à la fin du XXe siècle. Il est difficile de savoir quels chevaux y furent élevés, probablement des montures de type ibérique, de profil convexe, à la robe grise ou d'apparence blanche. Le fonctionnement est différent de celui des haras instaurés par Colbert : ils hébergent un grand nombre de juments et quelques étalons, tous propriété du roi de France.
Ces haras royaux, suivant la pratique d’élevage constatée dès le début de l'âge féodal, sont établis en forêt ou dans des lieux boisés, dont certains cantons sont défrichés pour y créer les enclos nécessaires au pacage. Les besoins en chevaux étant croissants, il faut pourvoir au restor (remplacement) des chevaux, tués ou pris par l’ennemi, qui avaient pu être amenés par des vassaux, quand ils prolongeaient le temps coutumier de l’ost (de quarante jours).
La Feuillie et le Breuil sont perdus par la France avec le traité de Brétigny, en 1360.

## Haras royal de la Feuillie
Philippe II Auguste fonde vraisemblablement le premier véritable Haras Royal (Harasium Regis) à La Feuillie, en Normandie, entre Gournay-en-Bray et Rouen ; ce haras reste fonctionnel sous le règne de Philippe III le Hardi. D'après les comptes royaux de 1324 et 1335, l’effectif regroupe deux étalons, une quarantaine de poulinières, et environ autant de poulains. À Pâques 1325, sous Charles IV, on a la mention de 80 charretées de foin et des céréales. Le responsable du haras de La Feuillie est baptisé « Harechier ».

## Haras de Saint-Rome
Un second Haras Royal est fondé sous Philippe IV le Bel, à Saint-Rome.

## Haras royal du Breuil
C'est en 1338 que l'on trouve pour la première fois la trace de ce haras. Ce haras de Philippe VI de Valois (« Haraz de la Brace et du Breuil ») est établi à Domfront. La terminologie de « garde » des haras y entre en usage.

## Haras royal de Saint-léger-en-Yvelines
Un important haras médiéval et Renaissance se trouve à Saint-Léger-en-Yvelines, peut-être fondé sous Louis XII, puis déplacé et agrandi sous Charles IX : la toponymie locale (« étang au poulain » ; « butte à l'âne »...) en conserve le souvenir.

## Haras royal de Meung-sur-Loire
Au terme de différents conflits, notamment de la guerre de Cent Ans, le Haras royal de Meung-sur-Loire entre en activité, durant la seconde moitié du XVe siècle. Il est utilisé sous François Ier, qui y fait notamment conduire un lot de juments achetées en Flandres. Pillé par les Protestants en avril 1562, son activité cesse officiellement en 1599.